# Eitan Tadmor
Eitan Tadmor (1954) é um matemático israelense, que trabalha com a teoria de equações diferenciais parciais e sua solução numérica.

## Vida e obra
Tadmor frequentou ainda como aluno do ensino médio em Tel Aviv no início da década de 1970 cursos universitários de Gideon Zwas e Moshe Goldberg, obtendo em 1975 o diploma em matemática, com um doutorado em 1978 na Universidade de Tel Aviv, orientado por Saul Abarbanel, com a tese Scheme-Independent Stability Criteria for Difference Approximations to Hyperbolic Initial Boundary Value Systems. Esteve depois no pós-doutorado com Heinz-Otto Kreiss no Instituto de Tecnologia da Califórnia. Foi de 1983 a 1998 professor na Universidade de Tel Aviv e a partir de 1995 na Universidade da Califórnia em Los Angeles. É professor da Universidade de Maryland em College Park.
É fellow da American Mathematical Society. Foi palestrante convidado do Congresso Internacional de Matemáticos em Pequim (2002: High resolution methods for time dependent problems and piecewise smooth solutions).

## Obras
- A review of numerical methods for nonlinear partial differential equations. Bulletin AMS, Volume 49, 2012, p. 507–554.
- Stability analysis of finite-difference, pseudospectral and Fourier-Galerkin approximations for time-dependent problems. SIAM Rev., 29, 1987, p. 525–555.
- Entropy stability theory for diefference approximations of nonlinear conservation laws and related time dependent problems, Acta Numerica, 2003, p. 451–512.